# CKMT1B
CKMT1B (англ. Creatine kinase, mitochondrial 1B) – білок, який кодується однойменним геном, розташованим у людей на короткому плечі 15-ї хромосоми. Довжина поліпептидного ланцюга білка становить 417 амінокислот, а молекулярна маса — 47 037.
| 10         |  | 20         |  | 30         |  | 40         |  | 50         |
| ---------- |  | ---------- |  | ---------- |  | ---------- |  | ---------- |
| MAGPFSRLLS |  | ARPGLRLLAL |  | AGAGSLAAGF |  | LLRPEPVRAA |  | SERRRLYPPS |
| AEYPDLRKHN |  | NCMASHLTPA |  | VYARLCDKTT |  | PTGWTLDQCI |  | QTGVDNPGHP |
| FIKTVGMVAG |  | DEETYEVFAD |  | LFDPVIQERH |  | NGYDPRTMKH |  | TTDLDASKIR |
| SGYFDERYVL |  | SSRVRTGRSI |  | RGLSLPPACT |  | RAERREVERV |  | VVDALSGLKG |
| DLAGRYYRLS |  | EMTEAEQQQL |  | IDDHFLFDKP |  | VSPLLTAAGM |  | ARDWPDARGI |
| WHNNEKSFLI |  | WVNEEDHTRV |  | ISMEKGGNMK |  | RVFERFCRGL |  | KEVERLIQER |
| GWEFMWNERL |  | GYILTCPSNL |  | GTGLRAGVHI |  | KLPLLSKDSR |  | FPKILENLRL |
| QKRGTGGVDT |  | AATGGVFDIS |  | NLDRLGKSEV |  | ELVQLVIDGV |  | NYLIDCERRL |
| ERGQDIRIPT |  | PVIHTKH    |  |            |  |            |  |            |

A: Аланін

C: Цистеїн

D: Аспарагінова кислота

E: Глутамінова кислота

F: Фенілаланін

G: Гліцин

H: Гістидин

I: Ізолейцин

K: Лізин

L: Лейцин

M: Метіонін

N: Аспарагін

P: Пролін

Q: Глутамін

R: Аргінін

S: Серин

T: Треонін

V: Валін

W: Триптофан

Кодований геном білок за функціями належить до трансфераз, кіназ, фосфопротеїнів. 
Задіяний у такому біологічному процесі, як альтернативний сплайсинг. 
Білок має сайт для зв'язування з АТФ, нуклеотидами. 
Локалізований у мембрані, мітохондрії, внутрішній мембрані мітохондрії.